# Jardins Artigas
Els Jardins de ca l'Artigas o Jardins Artigas són uns jardins del municipi de la Pobla de Lillet (Berguedà), que van construir-se entre 1905 i 1906 i foren dissenyats per l'arquitecte modernista Antoni Gaudí. Aquests jardins són una obra protegida com a bé cultural d'interès local.

## Descripció
Jardí construït al volt d'una font, el riu Llobregat i una fàbrica, i promogut per l'amo d'aquesta, el senyor Artigas. El jardí té com a bases fonamental els dos penya segats a banda a banda del riu que van quedar units per dos ponts: un en forma d'arc coix i porta a un pavelló i l'altre amb coberta de pèrgola feta amb formigó recobert amb pedra.
Es va començar a construir per la gruta que hi ha al costat de la font de la Magnèsia, que dona nom al jardí i té forma allargada, seguint el congost de vora el riu. Al costat, el pont d'arc coix té uns graons que porten a la glorieta que té una coberta cònica recoberta de pedruscall. Al llarg del recorregut hi ha representats una sèrie d'animals: un lleó i un bou en dues fonts i una àguila al començament de l'escala; aquests animals, juntament amb un àngel que actualment no existeix, possiblement podrien fer referència als quatre evangelistes.
Durant tot el recorregut hi ha nombroses baranes i parterres, fonts, ponts, cascades, places, miradors, bancs, escultures (com les figures d'un home i una dona portant un cistell al cap),... Principalment, l'obra és feta de pedra i morter, poc o molt armat. Per fer el jardí es va aprofitar la vegetació natural de la zona (avets, pi roig, faig, boixedes…) i es van incorporar altres arbres com la pollancre.

## Història

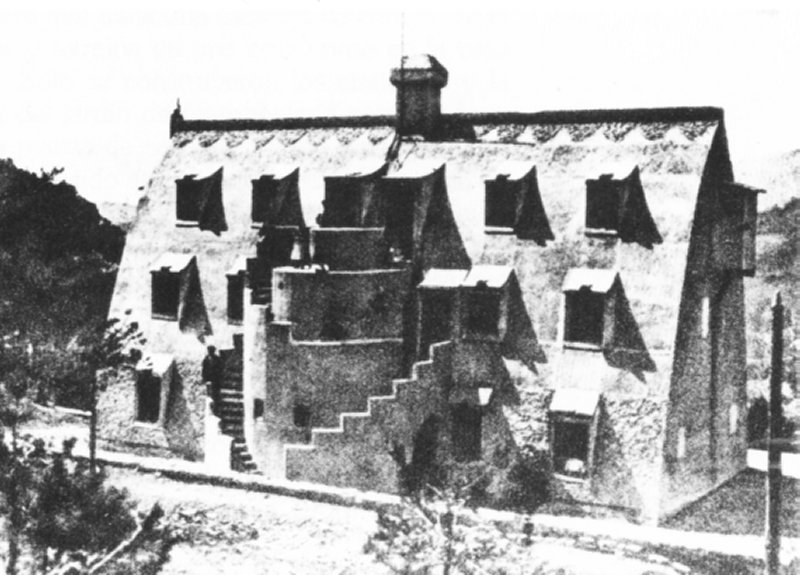
El xalet de Catllaràs (1905), l'altra obra de Gaudí a la Pobla de Lillet

L'any 1905 Gaudí viatjà a la Pobla de Lillet per a construir el xalet de Catllaràs, refugi de muntanya per als enginyers de les mines de carbó que proveïen la fàbrica de Ciment Asland, a la localitat veïna de Castellar de n'Hug, propietat d'Eusebi Güell i Bacigalupi, ric industrial que fou el principal mecenes de Gaudí. Durant la seva estança de dos dies a la localitat, Gaudí s'allotjà a casa de l'industrial tèxtil Joan Artigas i Alart, situada al costat de la factoria tèxtil, a la vora del riu Llobregat. Artigas tenia un terreny, prop de la casa i el riu, a la denominada Font de la Magnèsia. Artigas aprofità per demanar a Gaudí que li donés idees per enjardinar aquest terreny, i Gaudí, en agraïment per l'hospitalitat del senyor Artigas, li va fer uns croquis, conservats fins a l'incendi de la fàbrica el 1939, per crear un jardí naturalista, amb pedres, aigua i vegetació.
Gaudí realitzà un projecte semblant -encara que de menor escala- al del Parc Güell que aleshores construïa al barri de Gràcia de Barcelona. Àdhuc envià a la Pobla de Lillet alguns dels paletes que havien treballat al Parc Güell, pel que les similituds estilístiques i estructurals entre ambdues obres són evidents. Els paletes constructors van començar per la cova o gruta, que està feta amb un arc catenari, habitual de Gaudí. Tot es va fer amb materials de la zona, pedra tosca de la zona que s'assembla molt a la utilitzada en el Parc Güell. De la mateixa manera que al Parc Güell, Gaudí dissenyà uns jardins plenament integrats a la naturalesa, amb un conjunt de construccions de línies orgàniques que s'integren perfectament a l'entorn natural. Fins i tot es construí una gruta artificial, detall molt particular de Gaudí, que ja n'havia dissenyat una a la Cascada del Parc de la Ciutadella.
Gaudí dissenyà un jardí pensat per al passeig, amb un recorregut establert en el que destaquen diversos llocs d'interès: la Glorieta, situada al lloc més alt i que exerceix de mirador; la Cova, lloc original de la Font de la Magnèsia, on Gaudí utilitzà arcs catenaris, un dels seus més habituals elements constructius; la Cascada, font d'aigua feta amb pedres col·locades en forma del típic "trencadís" gaudinià, i una decoració de motius vegetals feta amb ferro revestit de ciment; i el berenador, al costat del pont dels Arcs (dos dels quals tenen forma humana, una masculina i altra femenina). Destaquen tanmateix les figures en forma de serps enroscades situades al camí de la Glorieta, fetes de conglomerat.
Com a tantes altres de les seves obres, Gaudí afegí als Jardins Artigas uns símbols cristians; en aquest cas es tracta dels símbols dels quatre evangelistes (tetramorf) repartits al llarg del parc: a la Cascada, l'àngel de Sant Mateu (actualment desaparegut); al Pont d'Arc Coix (que creua el riu Llobregat), l'àguila de Sant Joan; a la Pèrgola, el lleó de Sant Marc; i a la Font del Bou (a la que dona nom) el bou de Sant Lluc. Aquestes quatre imatges estan situades en forma que reprodueix una creu.
En la dècada de 1950, la família Artigas es va traslladar a Barcelona i el jardí va quedar abandonat i passà desapercebut als investigadors gaudinians, fins a l'any 1971, quan es publicà un article que en confirmava l'autoria de Gaudí. Els treballs d'investigació van anar a càrrec de la Càtedra Gaudí, l'Escola Superior d'Arquitectura i la UPC. El 1992 van ser restaurats sota la supervisió de la Càtedra Gaudí. Les actuals escultures són obra de Ramon Millet i Domènech. Actualment els Jardins de Can Artigas són de propietat municipal i estan oberts al públic. Són accessibles mitjançant una estació del Ferrocarril Turístic de l'Alt Llobregat.

## Galeria d'imatges

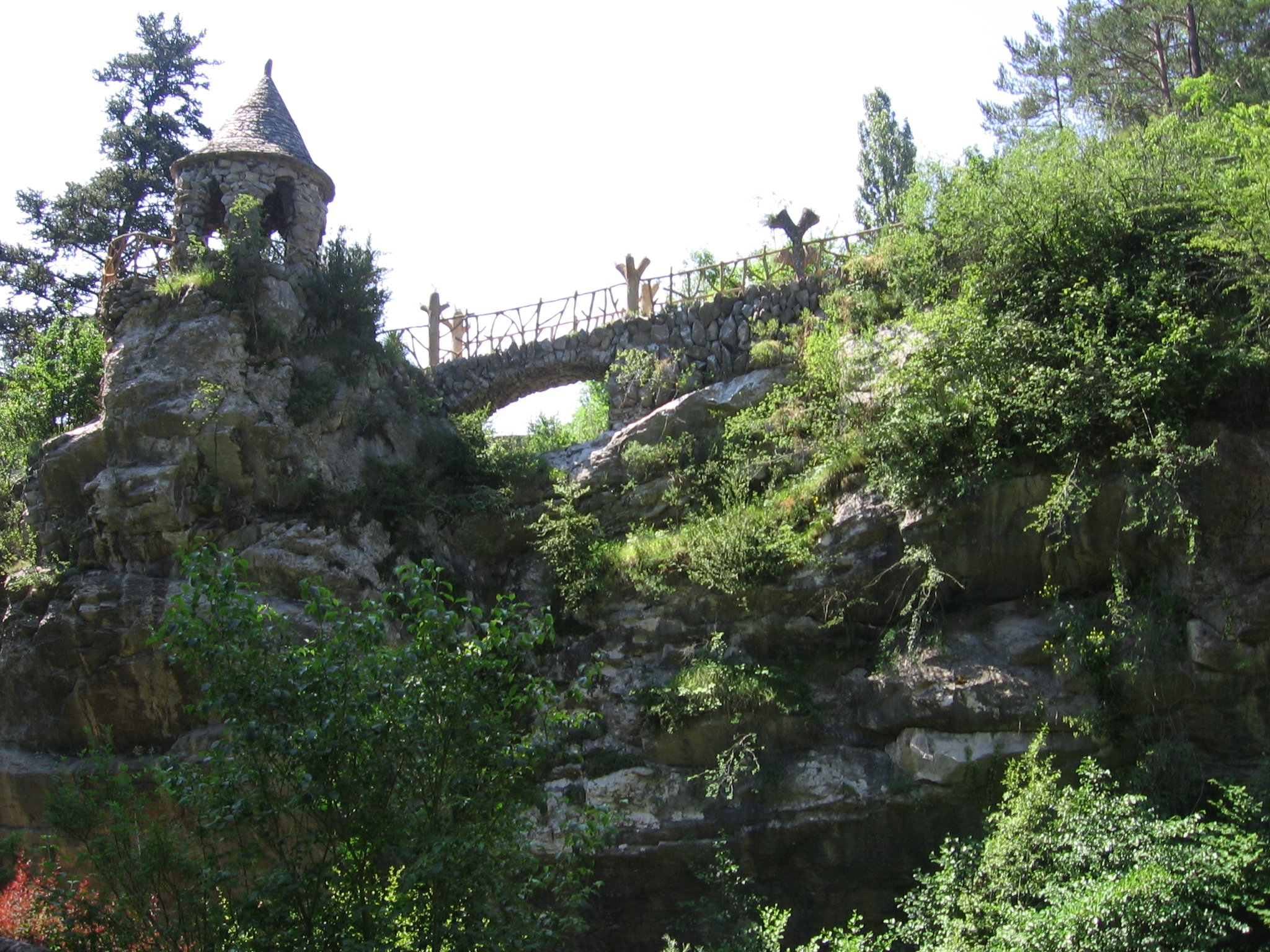
La Glorieta
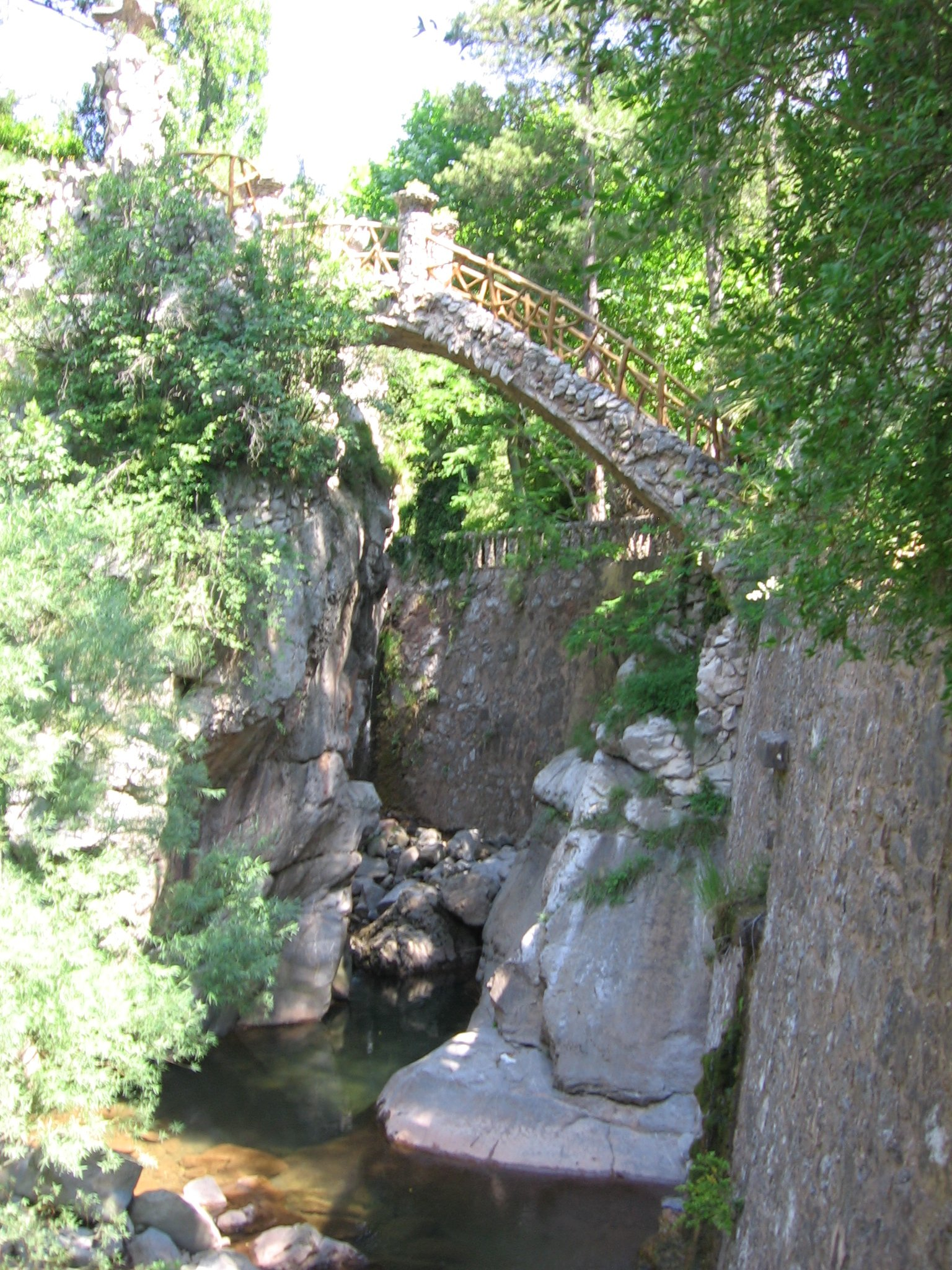
Pont d'Arc Coix
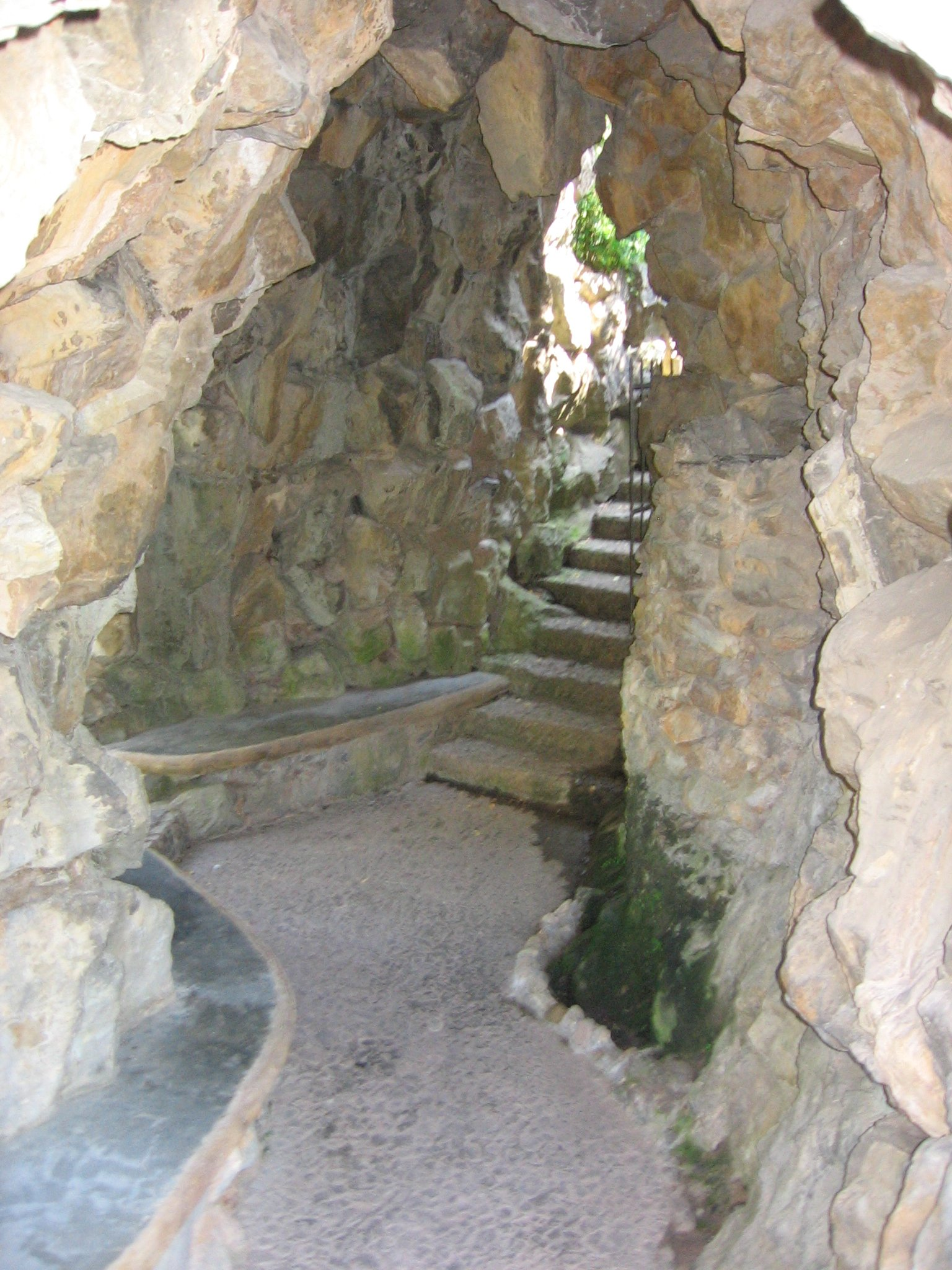
Cova artificial
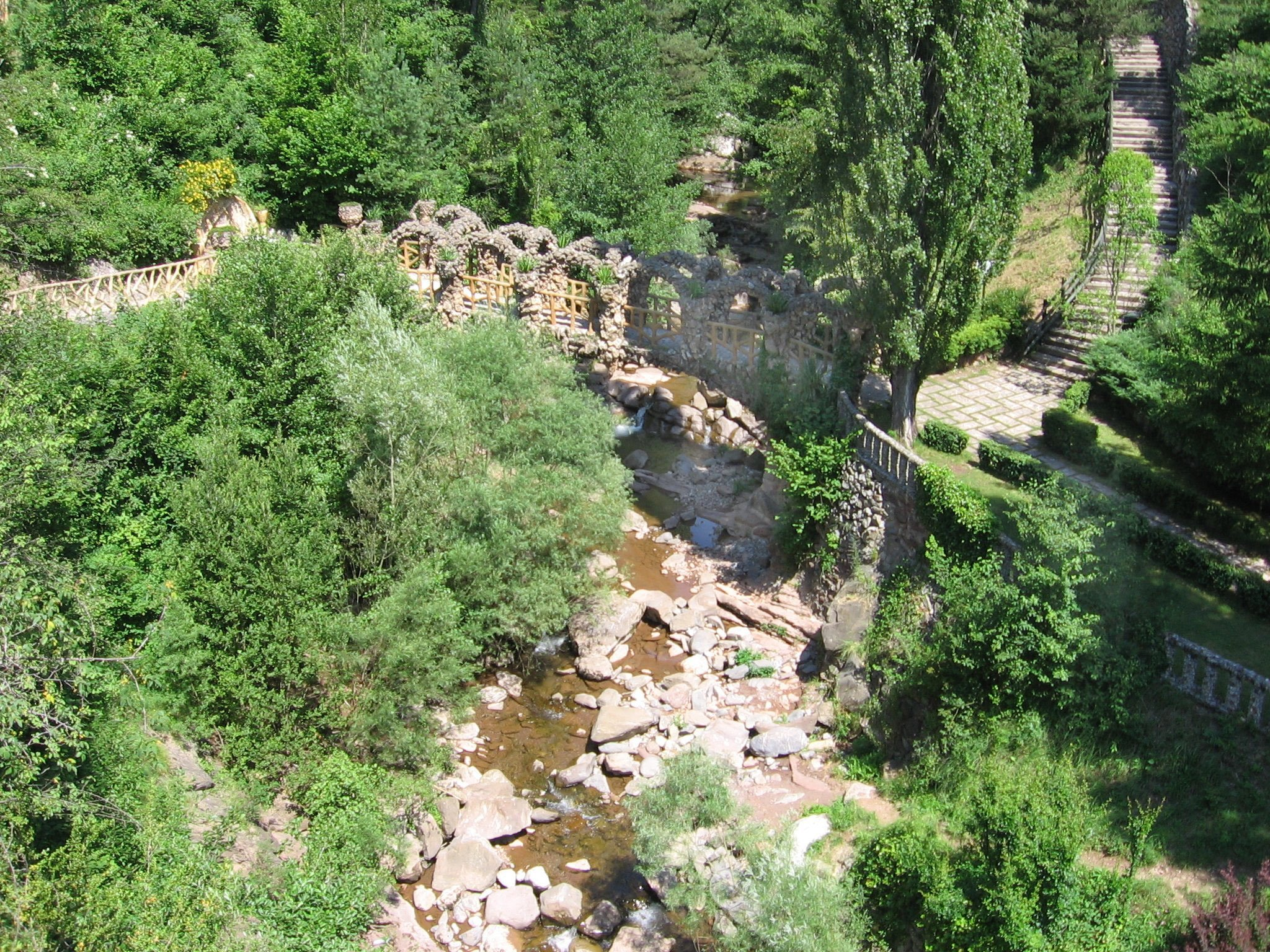
Vista general
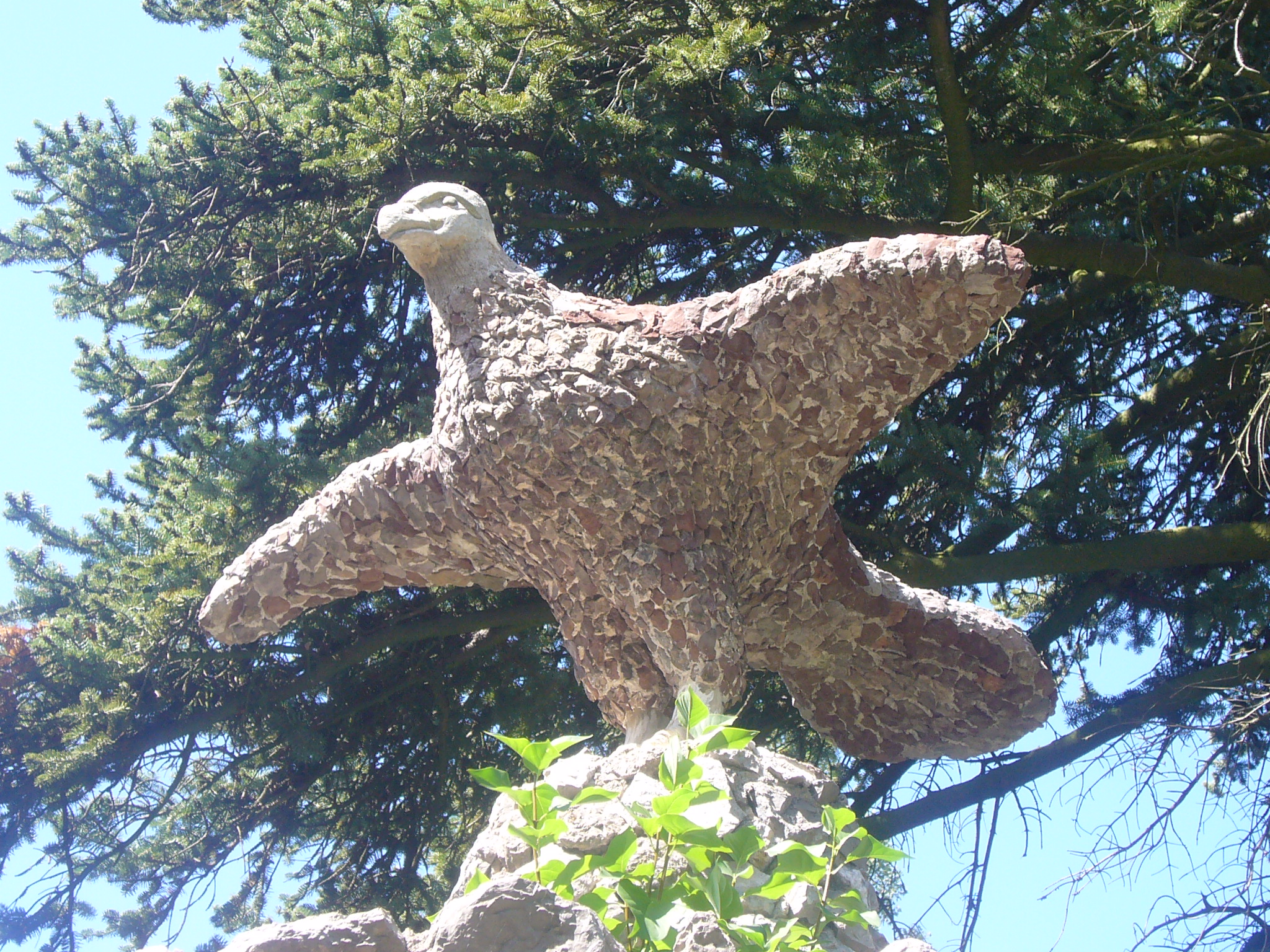
Àguila